# Resolutie 1362 Veiligheidsraad Verenigde Naties
Resolutie 1362 van de Veiligheidsraad van de Verenigde Naties werd unaniem door de VN-Veiligheidsraad aangenomen op 11 juli 2001.

## Achtergrond
In 1980 overleed de Joegoslavische leider Tito, die decennialang de bindende kracht was geweest tussen de zes deelstaten van het land. Na zijn dood kende het nationalisme een sterke opmars en in 1991 verklaarde Kroatië zich onafhankelijk. Daarop volgde de Kroatische Onafhankelijkheidsoorlog, tijdens dewelke het Joegoslavische Volksleger het strategisch gelegen schiereilandje Prevlaka innam. In 1996 kwamen Kroatië en Joegoslavië overeen Prevlaka te demilitariseren, waarop VN-waarnemers van UNMOP kwamen om daarop toe te zien. Deze missie bleef uiteindelijk tot 2002 aanwezig.

## Inhoud

### Waarnemingen
In 1992 was Kroatië met de Federale Republiek Joegoslavië (Servië en Montenegro) overeengekomen het – door beiden betwistte – schiereiland Prevlaka te demilitariseren. De situatie bleef nu grotendeels rustig in de gedemilitariseerde UNMOP-zone, ondanks de schendingen van het demilitarisatieregime, die nog steeds doorgingen. De twee landen werden ook aan de verdere normalisatie van hun betrekkingen.

### Handelingen
De militaire waarnemers van de VN in Prevlaka kregen toestemming om tot 15 januari 2002 te blijven toezien op de demilitarisatie van het schiereiland. De partijen werden opgeroepen de schendingen daarvan te stoppen en de hervatte gesprekken over een oplossing van het dispuut voort te zetten.

## Verwante resoluties
- Resolutie 1350 Veiligheidsraad Verenigde Naties
- Resolutie 1357 Veiligheidsraad Verenigde Naties
- Resolutie 1367 Veiligheidsraad Verenigde Naties
- Resolutie 1371 Veiligheidsraad Verenigde Naties

Lijst ·  1335 ·  1336 ·  1337 ·  1338 ·  1339 ·  1340 ·  1341 ·  1342 ·  1343 ·  1344 ·  1345 ·  1346 ·  1347 ·  1348 ·  1349 ·  1350 ·  1351 ·  1352 ·  1353 ·  1354 ·  1355 ·  1356 ·  1357 ·  1358 ·  1359 ·  1360 ·  1361 ·  1362 ·  1363 ·  1364 ·  1365 ·  1366 ·  1367 ·  1368 ·  1369 ·  1370 ·  1371 ·  1372 ·  1373 ·  1374 ·  1375 ·  1376 ·  1377 ·  1378 ·  1379 ·  1380 ·  1381 ·  1382 ·  1383 ·  1384 ·  1385 ·  1386